# Raa

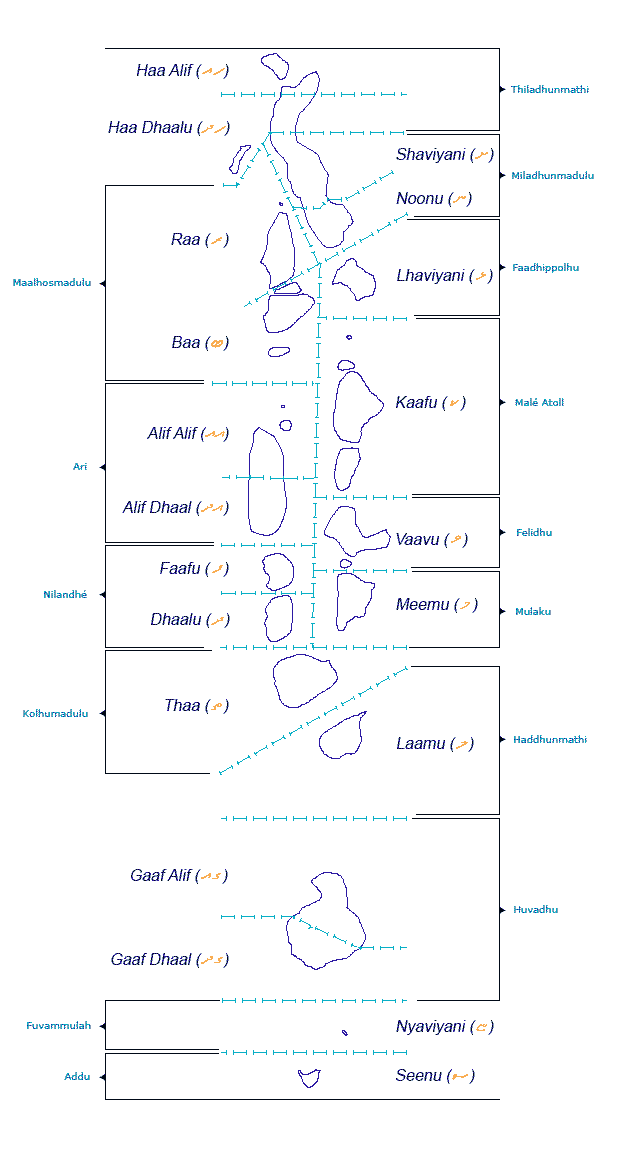
Podział administracyjny Malediwów

Raa – atol administracyjny, jedna z 21 jednostek administracyjnych Malediwów. Oficjalna nazwa to: Maalhosmadulu Uthuruburi.

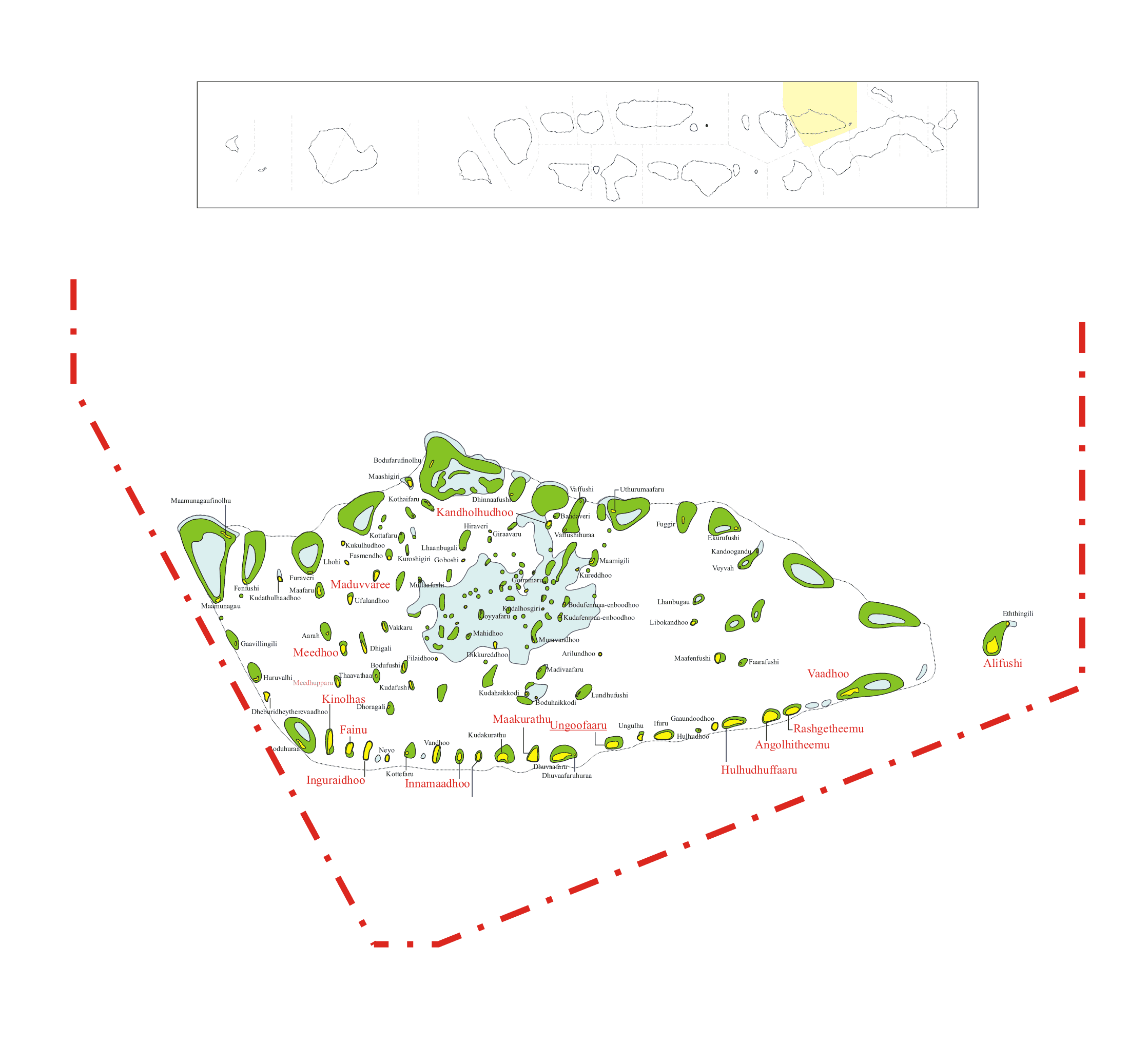
Raa

Obejmuje swym terytorium atol Maalhosmadulu Uthuruburi, a jego stolicą jest U’ngoofaaru. W 2006 zamieszkiwało tutaj 14 756 osób.